# Otto von Helversen
Zoólogo alemão da Universidade de Erlangen, Baviera. É pesquisador dos quirópteros (morcegos) da América central, principalmente de Costa Rica como também na Grecia. Ele estudou a distribuição geográfica de várias espécies e também contribuiu para o conhecimento da distribuição de morcegos na Europa.